# Џорџ Фокс
Џорџ Фокс (јул 1624 — Лондон, 13. јануар 1691) био је оснивач Друштва пријатеља, верске заједнице Квекера. Обузет идејом „божијег надахнућа“ Фокс је 1648. почео држати јавне проповеди у којима се залагао за успостављање ригорозног морала у духу старозаветне Библије. Стекао је бројне присталице.